# Михаил Коласийски
Михаил Коласийски е сръбски духовник от български произход на Печката патриаршия.

## Биография
Михаил Коласийски се споменава в няколко документа от средата на XVII век. Той е от стар княжески род, син на кратовския княз свещеник Никола Бойчик. Младият Михаил е изпратен като послушник при печкия патриарх Паисий Яневац (1614 - 1647), при когото служи 15 години като архидякон. След смъртта на Паисий, неговият приемник патриарх Гаврил I (1648 - 1655) назначава Михаил за митрополит на Кюстендил, наричан и с древното име Коласия. Поради преследванията на турците, които търсели богатствата на бившия сръбски патриарх, Михаил е принуден да избяга в Света гора и да откупи и брат си Вениамин Николаев, който е заловен и мъчен от турците.
На 21 ноември 1651 година митрополит Михаил Коласийски пристига в руската столица Москва и се среща с руския цар Алексей Михайлович Романов (1645-1676) с молба да бъде дадена служба на брат му, както и да бъде предоставен транспорт за пренос на книги и църковна утвар. Молбата му е удовлетворена.
През 1652 година върху един ръкописен „Пролог“ (славяно-руски църковен сборник, известен още като Синаксар или Синаксарий), подарен на руския владетел, Михаил се подписва в посвещението като Михаил Коласийски, наричан и Бански, Радомирски, Сирищнически, Кратовски, Палански, Щипски и Радовишки, което отразява всички области в обхвата на Кюстендилската митрополия. В границите на Коласийската (Банската) епископия са влизали, освен Кюстендил, още и Радомир, Сирищник (голямо село в Радомирско, пазарен център и седалище на кадия през XVII в.), Кратово, Крива паланка, Щип и Радовиш.
Запазено е писмо адресирано до Михаил, митрополит Кратовски писано от Света гора в 1653 година. От 1653 година има и запис върху един псалтир в Призрен с текст Михаил митрополит Бански, глаголемя Коласия.
През 1654 година от Москва се завръща михаиловият архимандрит Дионисий, който донася в Печката патриаршия руски псалтир със следната забележка: Милости божия Михаил митрополит Бански, назоваван Коласийски, Кратовски и Щипски, този свят и божествен псалтир изпратих в сръбската патриаршия, назовавана Печка.
През същата 1654 година Михаил тръгва на поклонение в Йерусалим, минава през Влашко, сръбските земи и през Света гора, където престоява 2 години и едва на третата година посещава светите места.
На 11 декември 1657 година Михаил се завръща в Москва. В руската столица митрополитът остава до 1660 г., когато отново моли руския цар да вземе под своя закрила Лесновския манастир. В отговор царят издава заповед, че на всеки шест години могат да идват от Лесновския манастир в Москва за милостиня и помощ по трима-четирима братя и техните прислужници.
След завръщането си от Русия Михаил Коласийски живее в близкия до Кратово Лесновски манастир, където установява своето седалище и продължава да изпълнява епископската си длъжност. Това е видно от две забележки в стари църковни книги от 1659 и 1660 година.
Смята се, че Михаил Коласийски умира около 1666 година в Хилендарския манастир.